# بخش بهادراک
بخش بهادراک (به انگلیسی: Bhadrak district) یک بخش در هند است که در اودیسا واقع شده‌است. بخش بهادراک ۲٬۵۰۵ کیلومتر مربع مساحت و ۱٬۵۰۶٬۵۲۲ نفر جمعیت دارد.